# イアン・ミラー
イアン・ミラー（Ian Millar、1947年1月6日 - ）は、カナダの元馬術（障害飛越）選手。身長185cm、体重76kg。

## 経歴
ハリファックスの生まれ。初めてのオリンピックは1972年のミュンヘン大会で、カナダがボイコットした1980年のモスクワ大会を除き、2012年のロンドン大会まで10回オリンピックに出場している。北京オリンピックの障害飛越団体で自身初めてのメダルとなる銀メダルを獲得した。ミラーはこの時61歳で、カナダ選手史上最高齢でのメダル獲得であった。
ミラーは北京オリンピックに出場したすべての選手のうちで、オリンピックの出場回数が最も多い選手で、また、法華津寛に次ぐ2番目の高齢選手であった。ロンドンオリンピックでもミラーは出場回数が最も多い選手で、法華津に次ぐ2番目の高齢選手であった。
モットーは「生涯現役」。ミラー曰く「2012年のロンドンオリンピックはもちろん、2016年のオリンピックにも出るよ。私は死ぬまで現役さ」。だが、リオデジャネイロオリンピックは、愛馬の手術により出場を断念した。
2019年5月1日、ミラーは国際大会からの引退を発表した。
妻のリンを2008年3月に癌で亡くしている。

## 主な成績
- 1972年ミュンヘンオリンピック　団体6位
- 1976年モントリオールオリンピック　団体5位
- 1984年ロサンゼルスオリンピック　団体4位、個人14位
- 1988年ソウルオリンピック　団体4位、個人15位
- 1992年バルセロナオリンピック　団体9位、個人54位
- 1996年アトランタオリンピック　団体16位、個人46位
- 2000年シドニーオリンピック　団体9位、個人13位
- 2004年アテネオリンピック　個人24位
- 2008年北京オリンピック　団体銀メダル、個人23位
- 2012年ロンドンオリンピック　団体5位、個人17位